# The Making of Star Wars
The Making of Star Wars es un especial de televisión producido por 20th Century Fox, que se emitió en ABC Television Network el 16 de septiembre de 1977.  Fue escrito por Richard Schickel y dirigido y producido por Robert Guenette.

## Sinopsis
El especial, que se estrenó cuatro meses después del estreno de la película, fue el primer documental de Star Wars jamás realizado. Fue presentado por C-3PO (con la voz e interpretación de Anthony Daniels) y R2-D2.  William Conrad también proporcionó una narración en off. El especial presenta imágenes detrás de escena de Star Wars y entrevistas con el escritor y director George Lucas, el productor Gary Kurtz y los miembros del elenco Mark Hamill, Carrie Fisher, Harrison Ford y Alec Guinness. 
Entre las imágenes detrás de escena hay un breve vistazo de una escena eliminada entre Luke Skywalker y Biggs Darklighter en Tatooine.
El especial fue el primer material de Star Wars lanzado al mercado de vídeo doméstico (en 1979, por Magnetic Video). Fue reeditado en vídeo en 1980 con un tráiler de El imperio contraataca, que se había estrenado ese año. Este tráiler no apareció en la caja de DVD publicada en 2004.
En 1982, 20th Century Fox lo reeditó nuevamente en VHS, Betamax, CED y Laserdisc como parte de una función doble con el especial SP FX de 1980: The Empire Strikes Back. Se reeditó por separado en Japón en Laserdisc en 1992, y se reeditó como una función triple con SPFX y el especial de 1983 Classic Creatures: Return of the Jedi.
El especial se incluyó como una característica adicional en la caja Blu-ray de Star Wars: The Complete Saga, que se lanzó en septiembre de 2011.   La versión incluida es la versión original con la voz en off de William Conrad.

## Versión alternativa
En 1995, se lanzó una versión alternativa del especial en VHS como una oferta especial por correo con Kellogg's, para vincularlo con los últimos lanzamientos en video y discos láser de las versiones originales de la Trilogía de Star Wars. Esta versión es casi idéntica a la versión de 1977, pero reemplaza la voz en off de William Conrad con la del famoso locutor Don LaFontaine.Esta versión no ha sido publicada en DVD ni en ningún otro formato.
Algunas partes del especial fueron editadas en La historia de Star Wars, un DVD que se publicó como un bono promocional disponible en las tiendas Wal-Mart para el lanzamiento en DVD de Star Wars: Episodio III – La venganza de los Sith en 2005.